# Gare de Brugelette
La gare de Brugelette est une gare ferroviaire belge de la ligne 90, de Denderleeuw à Jurbise, située à proximité du centre de la commune de Brugelette dans la province de Hainaut en Région wallonne.
Elle est mise en service en 1847. C'est une halte voyageurs de la Société nationale des chemins de fer belges (SNCB) desservie par des trains Omnibus (L) et d’Heure de pointe (P).

## Situation ferroviaire
Établie à 53 mètres d'altitude, la gare de Brugelette est située au point kilométrique (PK) 9,0 de la ligne 90, de Denderleeuw à Jurbise, entre les gares de Mévergnies-Attre et de Cambron-Casteau.

## Histoire
La station de Brugelette est mise en service, le 20 septembre 1847 par la Compagnie des chemins de fer de Tournay à Jurbise et de Landen à Hasselt, lorsqu’elle ouvre à l'exploitation, pour le compte de l’État belge, la section de Jurbise à Ath.
Peu de choses sont connues à propos du premier bâtiment des recettes, construit en 1847, si ce n'est qu'en 1852 la station de Brugelette était pourvue d'un bâtiment sans étage d'une surface dépassant les 63 m2. La gare de Maffle était dotée d'un bâtiment comparable, mais plus petit.  
En 1861, une halle à marchandises est construite, annexée au bâtiment de la gare.  
Le 22 novembre 1889, dans la station de Mons a lieu la mise en adjudication publique de la construction d'un nouveau bâtiment des recettes avec habitation et dépendances, pour un montant estimé à 20 890,30 francs. Construit en 1890, c'est un bâtiment standard du plan type 1881, comme la plupart des gares de cette ligne. Les gares du plan type 1881 sont entièrement construites en briques et ne comptent généralement qu'une salle d'attente, sans distinction de classe. Le bâti est constitué de trois parties : un corps central de deux niveaux sous bâtière encadré par une aile d'un niveau sous bâtière et une aile basse à toit plat. Plusieurs variantes de ce type de gare ont été construites et celle de Brugelette est de la variante avec une aile sous bâtière de trois travées disposée à gauche, construite en 25 exemplaires.  
Cette gare possédait une marquise de verre recouvrant les trois travées de l’aile accueillant la salle d’attente. À proximité de cette aile se trouvait une halle à marchandises et la cour à marchandises.  
Ce bâtiment a lui-même été détruit et remplacé par un petit bâtiment d'un seul étage construit entre 1973 et 1977 par l'architecte Marius Bibert.
Le guichet de vente est supprimé le 23 mai 1993.

## Service des voyageurs

### Accueil
Halte SNCB, c'est un point d'arrêt non géré (PANG) à accès libre.

### Desserte
Brugelette est desservie par des trains Omnibus (L) et d’Heure de pointe (P) de la SNCB, qui effectuent des missions sur la ligne commerciale 90 (voir brochure SNCB,).
En semaine, la desserte est constituée de trains L reliant toutes les heures Grammont à Mouscron via Ath.
Quelques trains supplémentaires (P) se rajoutent en heure de pointe :
- le matin, un train P dans chaque sens, entre Ath et Mons ;
- vers midi, un train P d'Ath à Jurbise, uniquement le mercredi ;
- l'après-midi, deux trains P d'Ath à Tournai, via Mons, un train P de Mons à Grammont et train P de Mons à Ath.

Les week-ends et jours fériés, seuls circulent des trains L de Grammont à Quévy, via Ath et Mons, au rythme d'un par heure.

### Intermodalité
Un parc pour les vélos et un parking pour les véhicules y sont aménagés.

## Comptage voyageurs
Ce graphique et tableau montre le nombre de voyageurs embarquant en moyenne durant la semaine, le samedi et le dimanche.
| Nombre de passagers qui embarquent à la gare de Brugelette | Nombre de passagers qui embarquent à la gare de Brugelette | Nombre de passagers qui embarquent à la gare de Brugelette | Nombre de passagers qui embarquent à la gare de Brugelette |
|                                                            | Semaine                                                    | Samedi                                                     | Dimanche                                                   |
| ---------------------------------------------------------- | ---------------------------------------------------------- | ---------------------------------------------------------- | ---------------------------------------------------------- |
| 1977                                                       | 259                                                        | 66                                                         | 31                                                         |
| 1978                                                       | 237                                                        | 67                                                         | 31                                                         |
| 1979                                                       | 233                                                        | 74                                                         | 36                                                         |
| 1980                                                       | 234                                                        | 39                                                         | 33                                                         |
| 1981                                                       | 295                                                        | 41                                                         | 37                                                         |
| 1982                                                       | 300                                                        | 20                                                         | 24                                                         |
| 1983                                                       | 275                                                        | 10                                                         | 10                                                         |
| 1984                                                       | 299                                                        | 27                                                         | 29                                                         |
| 1985                                                       | 298                                                        | 50                                                         | 26                                                         |
| 1986                                                       | 324                                                        | 49                                                         | 25                                                         |
| 1987                                                       | 296                                                        | 63                                                         | 41                                                         |
| 1988                                                       | 279                                                        | 41                                                         | 39                                                         |
| 1989                                                       | 356                                                        | 53                                                         | 44                                                         |
| 1990                                                       | 227                                                        | 50                                                         | 22                                                         |
| 1991                                                       | 282                                                        | 41                                                         | 27                                                         |
| 1992                                                       | 304                                                        | 45                                                         | 27                                                         |
| 1993                                                       | 325                                                        | 44                                                         | 41                                                         |
| 1994                                                       | 321                                                        | 58                                                         | 34                                                         |
| 1995                                                       | 286                                                        | 78                                                         | 32                                                         |
| 1996                                                       | 293                                                        | 37                                                         | 42                                                         |
| 1997                                                       | 265                                                        | 35                                                         | 30                                                         |
| 1998                                                       | 258                                                        | 43                                                         | 33                                                         |
| 1999                                                       | 201                                                        | 42                                                         | 24                                                         |
| 2000                                                       | 224                                                        | 30                                                         | 39                                                         |
| 2001                                                       | 238                                                        | 34                                                         | 26                                                         |
| 2002                                                       | 214                                                        | 31                                                         | 28                                                         |
| 2003                                                       | 215                                                        | 48                                                         | 26                                                         |
| 2004                                                       | 202                                                        | 26                                                         | 20                                                         |
| 2005                                                       | 231                                                        | 43                                                         | 28                                                         |
| 2006                                                       | 220                                                        | 34                                                         | 34                                                         |
| 2007                                                       | 224                                                        | 60                                                         | 50                                                         |
| 2008                                                       | -                                                          | -                                                          | -                                                          |
| 2009                                                       | 215                                                        | 31                                                         | 30                                                         |
| 2010                                                       | -                                                          | -                                                          | -                                                          |
| 2011                                                       | -                                                          | -                                                          | -                                                          |
| 2012                                                       | 277                                                        | 48                                                         | 30                                                         |
| 2013                                                       | 311                                                        | 68                                                         | 56                                                         |
| 2014                                                       | 351                                                        | 46                                                         | 43                                                         |
| 2015                                                       | 229                                                        | 30                                                         | 24                                                         |
| 2016                                                       | 216                                                        | 20                                                         | 20                                                         |
| 2017                                                       | 279                                                        | 52                                                         | 20                                                         |
| 2018                                                       | 228                                                        | 71                                                         | 63                                                         |
| 2019                                                       | 294                                                        | 57                                                         | 45                                                         |
| 2020                                                       | 231                                                        | 29                                                         | 21                                                         |
| 2021                                                       | -                                                          | -                                                          | -                                                          |
| 2022                                                       | 425                                                        | 86                                                         | 80                                                         |
| 2023                                                       | 522                                                        | 166                                                        | 156                                                        |
| 2024                                                       | 544                                                        | 133                                                        | 93                                                         |